# Shelburne (Ontario)
Shelburne es un pueblo canadiense situado en la provincia de Ontario.

## Superficie
Shelburne tiene una superficie de 6,56 km².

## Demografía
En 2021, tenía 8994 habitantes, una densidad poblacional de 1370,8 hab./km², y 3150 viviendas.